# Ulota aurantiaca
Ulota aurantiaca là một loài rêu trong họ Orthotrichaceae. Loài này được Dusén mô tả khoa học đầu tiên năm 1927.